# Cyclodinus basanicus
Cyclodinus basanicus là một loài bọ cánh cứng trong họ Anthicidae. Loài này được Sahlberg miêu tả khoa học năm 1913.